# 松本栄一
松本 栄一（まつもと えいいち、1895年（明治28年）11月4日 - 1981年（昭和56年）7月12日）は、日本の政治家である。千葉県出身。船橋市の第5代市長。千葉県議会議員。千葉県弁護士会長。特殊法人日本小型自動車振興会初代会長。
1947年の第1回統一地方選挙で初の公選市長として当選、1期4年務めた。この間、船橋競馬場の開設と船橋オートレース場の併設に当たったことから、市長退任後はオートレースの関係者に迎えられ、千葉県小型自動車競走会の会長を経て1961年に日本小型自動車競走会連合会の会長となり、1962年には改組された日本小型自動車振興会の初代会長となった。